# LOL : qui rit, sort !
Pour les articles homonymes, voir Lol (homonymie).
LOL : qui rit, sort ! est une émission française de télévision diffusée sur Amazon Prime Video depuis 2021 et présentée par Philippe Lacheau.

## Description
L'émission est adaptée d'un format japonais Hitoshi Matsumoto Presents Documental de 2016, présentée par l'acteur et humoriste japonais Hitoshi Matsumoto, puis déclinée en Australie, au Mexique, au Canada, en Italie, en Allemagne, en Suède, en Argentine, en Tunisie ou encore en Espagne,. Depuis 2023, la version québécoise est également diffusée sur Amazon Prime Video ; elle se nomme LOL : qui rira le dernier ?.
Le principe de l'émission est d'inviter dix comédiens ou humoristes durant six heures dans un loft de 1 200 m2. Chaque comédien doit faire rire les autres mais ne jamais rire soi-même. Produite par Endemol France, chaque participant joue pour l'association de son choix ; le vainqueur remporte 50 000 euros, les autres 5 000 euros,. Lors de la saison 4, 150 000 € sont attribués à l'association du vainqueur.

## Détails

### Saison 1
La première saison est diffusée en avril 2021.
- Participants[9] : Julien Arruti, Tarek Boudali, Fadily Camara, Hakim Jemili, Gérard Jugnot, Reem Kherici, Kyan Khojandi, Bérengère Krief, Alexandra Lamy et Inès Reg.
  - Les vainqueurs sont Alexandra Lamy et Julien Arruti, qui n'ont pas réussi à se départager lors de la finale. Ils remportent 25 000 euros chacun pour l'association La Maison des femmes et les Restos du cœur[10].

| Classement           | Participant     | Organisme bénéficiaire                         | Gain            |
| -------------------- | --------------- | ---------------------------------------------- | --------------- |
| Gagnants             | Julien Arruti   | Les Restos du Cœur                             | 25 000 € chacun |
| Gagnants             | Alexandra Lamy  | La Maison des femmes                           | 25 000 € chacun |
| 3e place             | Tarek Boudali   | Société de protection des animaux (SPA)        | 5 000 € chacun  |
| 3e place             | Kyan Khojandi   | Un cadeau pour la vie                          | 5 000 € chacun  |
| Éliminé (5e place)   | Hakim Jemili    | Un petit coup de pouce pour beaucoup d'espoirs | 5 000 € chacun  |
| Éliminée (6e place)  | Inès Reg        | Big Up Project                                 | 5 000 € chacun  |
| Éliminée (7e place)  | Reem Kherici    | La Tanière - Zoo refuge                        | 5 000 € chacun  |
| Éliminé (8e place)   | Gérard Jugnot   | Le Rire médecin                                | 5 000 € chacun  |
| Éliminée (9e place)  | Fadily Camara   | Les Orphelins de Guinée                        | 5 000 € chacun  |
| Éliminée (10e place) | Bérengère Krief | L'Escale Solidarité Femmes                     | 5 000 € chacun  |

### Saison 2
La saison 2 est diffusée en avril 2022, Philippe Lacheau est accompagné à la présentation par Alexandra Lamy, gagnante de la saison 1.
- Participants[12] : Melha Bedia, Ramzy Bedia, Gérard Darmon, Alice David, Audrey Fleurot, Éric Judor, Camille Lellouche, Panayotis Pascot, Just Riadh et Ahmed Sylla.
  - Les vainqueurs sont Camille Lellouche et Gérard Darmon, qui ont décidé de rire en même temps lors de la finale. Ils remportent 25 000 euros chacun pour les associations La Maison des femmes et Adapei Var-Méditerranée[13].

| Classement          | Participant       | Organisme bénéficiaire  | Gain            |
| ------------------- | ----------------- | ----------------------- | --------------- |
| Gagnants            | Gérard Darmon     | Adapei Var-Méditerranée | 25 000 € chacun |
| Gagnants            | Camille Lellouche | La Maison des femmes    | 25 000 € chacun |
| 3e place            | Audrey Fleurot    | Ruban Rose              | 5 000 € chacun  |
| Éliminé (4e place)  | Ahmed Sylla       | CéKeDuBonheur           | 5 000 € chacun  |
| Éliminés (5e place) | Panayotis Pascot  | Bohème Action           | 5 000 € chacun  |
| Éliminés (5e place) | Just Riadh        | Les Déterminés          | 5 000 € chacun  |
| Éliminé (7e place)  | Éric Judor        | Kourir                  | 5 000 € chacun  |
| Éliminée (8e place) | Alice David       | Surf Rider Foundation   | 5 000 € chacun  |
| Éliminé (9e place)  | Melha Bedia       | Big Up Project          | 5 000 € chacun  |
| Éliminé (10e place) | Ramzy Bedia       | Force des mixités       | 5 000 € chacun  |

### Saison 3
La saison 3 est diffusée en mars 2023.
- Participants[15] : Leïla Bekhti, Jonathan Cohen, François Damiens, Virginie Efira, Gad Elmaleh, Adèle Exarchopoulos, Laura Felpin, Paul Mirabel, Géraldine Nakache et Pierre Niney.
  - Les finalistes sont Paul Mirabel et Pierre Niney, qui n'ont pas réussi à se départager lors de l'ultime épreuve. Pierre Niney est déclaré vainqueur pour avoir été le plus offensif durant le jeu ; il a réussi à infliger le plus de cartons jaunes et rouges aux autres concurrents en les faisant rire, que son adversaire finaliste. Il remporte 50 000 euros pour l'Association Robert Debré pour la recherche médicale (ARDRM)[16].

| Classement           | Participant         | Organisme bénéficiaire                                      | Gain           |
| -------------------- | ------------------- | ----------------------------------------------------------- | -------------- |
| Gagnant              | Pierre Niney        | Association Robert Debré pour la recherche médicale (ARDRM) | 50 000 €       |
| 2e place             | Paul Mirabel        | La Belle Étincelle                                          | 5 000 € chacun |
| 3e place             | Leïla Bekhti        | Les Enfants de Bam                                          | 5 000 € chacun |
| Éliminée (4e place)  | Géraldine Nakache   | Super-Héros                                                 | 5 000 € chacun |
| Éliminé (5e place)   | Jonathan Cohen      | Fondation Abbé-Pierre pour le logement des défavorisés      | 5 000 € chacun |
| Éliminées (6e place) | Virginie Efira      | Action contre la faim                                       | 5 000 € chacun |
| Éliminées (6e place) | Laura Felpin        | Refuge GroinGroin                                           | 5 000 € chacun |
| Éliminée (8e place)  | Adèle Exarchopoulos | Association Aïda                                            | 5 000 € chacun |
| Éliminés (9e place)  | Gad Elmaleh         | SOS Villages d'enfants Maroc                                | 5 000 € chacun |
| Éliminés (9e place)  | François Damiens    | Mécénat Chirurgie cardiaque                                 | 5 000 € chacun |

### Saison 4

Logo de la saison 4.

La saison 4 est diffusée à partir du 16 février 2024.
- Participants[18] : Redouane Bougheraba, Jérôme Commandeur, Marina Foïs, Franck Gastambide, Alban Ivanov, Audrey Lamy, Anaïde Rozam, Alison Wheeler, Jean-Pascal Zadi et Mcfly et Carlito.
  - La gagnante de la saison 4, est Audrey Lamy qui s'impose en finale face à Redouane Bougheraba. Ce dernier perd au jeu de la barbichette (chanté par Afida Turner)[19]. Audrey Lamy décide de partager les 150 000 euros avec Redouane Bougheraba, pour leurs associations respectives ; les associations des autres candidats, remportent 10 000 euros chacune.

| Classement          | Participant         | Organisme bénéficiaire       | Gain            |
| ------------------- | ------------------- | ---------------------------- | --------------- |
| Gagnante            | Audrey Lamy         | Fondation Tara Océan         | 75 000 € chacun |
| 2e place            | Redouane Bougheraba | Terres d'Espoir              | 75 000 € chacun |
| 3e place            | Carlito             | La maison des parents (AFEH) | 10 000 € chacun |
| 3e place            | Mcfly               | Association Petits Princes   | 10 000 € chacun |
| Éliminé (5e place)  | Franck Gastambide   | Action Protection Animale    | 10 000 € chacun |
| Éliminée (6e place) | Alison Wheeler      | Secours populaire français   | 10 000 € chacun |
| Éliminés (7e place) | Jérôme Commandeur   | Fondation des Hôpitaux       | 10 000 € chacun |
| Éliminés (7e place) | Anaïde Rozam        | Futur Composé                | 10 000 € chacun |
| Éliminés (9e place) | Marina Foïs         | Utopia 56                    | 10 000 € chacun |
| Éliminés (9e place) | Alban Ivanov        | Sourire à la Vie             | 10 000 € chacun |
| Éliminés (9e place) | Jean-Pascal Zadi    | L'Écho de l'Arche            | 10 000 € chacun |

### Saison 5

Logo de la saison 5.

La cinquième saison est composée de sept épisodes ; les quatre premiers sont diffusés le 18 avril et les trois derniers une semaine plus tard, le 25 avril 2025.
- Participants[21] : Camille Chamoux, Vincent Dedienne, Cédric Doumbè, Fatou Guinea, Alexandre Kominek, Jérôme Niel, Muriel Robin, Marina Rollman, Fred Testot et Artus.
  - Les vainqueurs sont Artus et Fred Testot, qui décident de partager les 150 000 € avec Cédric Doumbé, troisième, éliminé par Philippe Lacheau lors de la finale, pour avoir moins été offensif que les deux autres[22].

| Classement           | Participant       | Organisme bénéficiaire                               | Gain            |
| -------------------- | ----------------- | ---------------------------------------------------- | --------------- |
| Gagnants             | Artus             | Fondation Un p'tit truc en plus                      | 50 000 € chacun |
| Gagnants             | Fred Testot       | Association Inseme                                   | 50 000 € chacun |
| 3e place             | Cédric Doumbè     | Association L'Enfant Bleu - Enfance Maltraitée       | 50 000 € chacun |
| Éliminé (4e place)   | Vincent Dedienne  | Fondation de la Recherche sur les AVC                | 10 000 € chacun |
| Éliminée (4e place)  | Muriel Robin      | Association Coucou Nous Voilou                       | 10 000 € chacun |
| Éliminée (6e place)  | Fatou Guinea      | Association Banlieues Climat                         | 10 000 € chacun |
| Éliminé (6e place)   | Alexandre Kominek | Organisation Sea Shepherd                            | 10 000 € chacun |
| Éliminé (6e place)   | Jérôme Niel       | Association Linkee                                   | 10 000 € chacun |
| Éliminée (9e place)  | Camille Chamoux   | Mouvement L'Armée du salut                           | 10 000 € chacun |
| Éliminée (10e place) | Marina Rollman    | Association Les Ami·e·s de la Confédération paysanne | 10 000 € chacun |

## Spin-off

### Saison Spéciale Halloween:Qui crie, sort!(All Stars) (2023)

Logo de la saison spéciale Halloween.

À l'issue de la saison 3, une saison 4 est annoncée, ainsi qu'un spin-off prévu pour fin octobre 2023 à l'occasion de Halloween, mêlant humour et horreur où les candidats devront être les derniers à rire et à crier,.
L'émission intitulée LOL : qui crie, sort ! est diffusée le 26 octobre 2023 pour les trois premiers épisodes et le 2 novembre 2023 pour les deux derniers, toujours sur Prime Video. Le vainqueur remporte 150 000 euros pour l'association de son choix.
La saison spéciale réunit d'anciens participants des deux premières saisons : 
- Fadily Camara, Gérard Darmon, Audrey Fleurot, Hakim Jemili, Kyan Khojandi, Bérengère Krief, Camille Lellouche et Ahmed Sylla. 
  - Les deux finalistes sont Camille Lellouche et Kyan Khojandi. Ils sont déclarés tous les deux vainqueurs, faute de pouvoir les départager et se partagent donc les gains pour l’association qu’ils ont décidé de représenter[27].

| Classement          | Participant       | Organisme bénéficiaire  | Gain            |
| ------------------- | ----------------- | ----------------------- | --------------- |
| Gagnants            | Kyan Khojandi     | Un cadeau pour la vie   | 75 000 € chacun |
| Gagnants            | Camille Lellouche | Sourire à la Vie        | 75 000 € chacun |
| 3e place            | Audrey Fleurot    | La Maison des femmes    | 10 000 € chacun |
| 3e place            | Hakim Jemili      | ONG Ummanité            | 10 000 € chacun |
| Éliminés (5e place) | Fadily Camara     | Les Orphelins de Guinée | 10 000 € chacun |
| Éliminés (5e place) | Gérard Darmon     | Adapei                  | 10 000 € chacun |
| Éliminé (7e place)  | Ahmed Sylla       | Chambly International   | 10 000 € chacun |
| Éliminée (8e place) | Bérengère Krief   | Le Refuge               | 10 000 € chacun |

### LOL: In Real Life
Pour la première fois, les candidats ne seront pas enfermés dans un studio, mais dans un lieu public.
- Participants[28] : Redouane Bougheraba, Franck Dubosc, Paola Locatelli, Clara Luciani et Michou.

## Controverse
L'humoriste Blanche Gardin a annoncé le 20 avril 2023 refuser d'être payée 200 000 euros pour participer à l'émission « quand l'association caritative de [s]on choix remporterait, elle, 50 000 euros, c'est-à-dire quatre fois moins, et encore, seulement si [elle] gagne ». Ces propos auraient même fait fuir les actrices Marion Cotillard et Camille Cottin, selon certaines rumeurs.

## Produits dérivés
Depuis février 2024, un jeu de société est commercialisé par Ravensburger,.